# Manuela Blanchard
Manuela Blanchard, all'anagrafe Manuela Beillard (Milano, 25 maggio 1959), è un'attrice, conduttrice televisiva e autrice televisiva italiana.
Ha lavorato in televisione come annunciatrice di Antenna Nord (e successivamente della rete nata da quest'ultima, Italia 1), conducendo diversi programmi  come A tutto gas e collaborando su Rete 4 con Pippo Baudo in Un milione al secondo, ma è nota soprattutto al grande pubblico per la sua attività di conduttrice e autrice di Bim Bum Bam, programma "contenitore" per bambini di Italia 1 e in seguito di Canale 5, a cui ha preso parte dal 1985 al 1992, per poi condurne la versione domenicale mattutina fino al 1996.

## Biografia
Nata a Milano, il padre era un alto dirigente di una ditta di vernici. Si è diplomata in dizione e recitazione presso l'Accademia dei Filodrammatici di Milano nel 1981 ed entrò nel mondo dello spettacolo nei primi anni ottanta come modella e attrice partecipando ad alcuni servizi fotografici e ad alcune pubblicità. Nel 1979 partecipa al videoclip di Rino Gaetano Nel letto di Lucia.
Nel 1980 partecipa come attrice al film Ho fatto splash di Maurizio Nichetti e appare brevemente nel film Domani si balla! nella scena finale ambientata nel cinema e in Arrivano i miei di Nini Salerno nel ruolo di una valletta di una tv privata.
In televisione esordisce facendo l'annunciatrice a Italia 1 e Antenna Nord dove teneva anche un programma che si chiamava A tutto gas. Partecipa anche ad alcune puntate di Superclassifica Show dove appare anche nelle esibizioni/videoclip di Pupo in Forse e de I Camaleonti in ...e camminiamo. Tra il 1982 e il 1984 ha inoltre affiancato Sandra Mondaini nel programma Il circo di Sbirulino. Nel 1983 partecipa come valletta al telequiz Un milione al secondo, condotto da Pippo Baudo su Rete 4. Nel 1984 è stata una delle annunciatrici dei programmi di Rete 4.
A tempo perso, in gioventù, strimpellava la chitarra, e accompagnandosi con questo strumento accennò la canzone Everybody's talkin, tratta dal film Un uomo da marciapiede, nel corso di una puntata del telequiz.
Dal 1985 venne chiamata a condurre il programma per bambini Bim bum bam su Italia 1 prendendo il posto della precedente presentatrice, Licia Colò, e fece coppia con Paolo Bonolis e il pupazzo Uan (doppiato da Giancarlo Muratori). Il programma condotto dal trio Paolo, Manuela e Uan ebbe di anno in anno più successo arrivando a vincere 3 Telegatti per tre anni consecutivi. La Blanchard interpretò anche alcune sigle dal 1985 al 1988 e nel 1990 e 1991 assieme ai vari conduttori e, nella stagione 1985-1986 con il Piccolo Coro dell'Antoniano e dalla stagione 1986-1987 alla stagione 1991-1992 (ad eccezione della stagione 1989-1990) con il coro dei Piccoli Cantori di Milano.
Nella edizione 1989/90 Manuela prese parte allo show solo a partire da aprile 1990, sostituita in precedenza da Carlo Sacchetti, Carlotta Pisoni Brambilla e Debora Magnaghi. In quella stagione arrivò anche il pupazzo Ambrogio, sempre creato dal Gruppo 80 e doppiato da Daniele Demma. Resta a Bim bum bam fino all'estate 1992. Dall'ottobre di quell'anno e fino al 1996, ne conduce la versione domenicale mattutina in onda su Italia 1.
Nella seconda metà degli anni novanta, la rete le comunica che non ci sarebbe più stata la fascia ragazzi e l’avrebbero sostituita coi cartoni animati, e che non ci sarebbe stata più produzione. La rete le propose alcune televendite, come fece con gli altri colleghi ma, a differenza di essi la Blanchard preferì rifiutare e si ritirò dalle scene.
Ha quindi seguito corsi di naturopatia e frequentato l'associazione "Université Europeenne Jean Monnet" di Bruxelles. Ha frequentato il quadriennio di formazione psicanalitica presso il Ruolo Terapeutico di Milano. 
Dopo un'assenza di svariati anni dai media, negli anni duemiladieci ha fatto il suo ritorno attraverso i social network come Facebook, Instagram e la piattaforma web, YouTube e ha iniziato a partecipare a varie convention e incontri con i fans come al Etna Comics 2018.
Nel 2020 è tornata a lavorare in televisione, dopo un'assenza di 22 anni, con un programma in onda su DeA Junior (canale Sky) chiamato Tai Chi One, in cui la conduttrice insegna ai bambini e alle loro famiglie i trucchi e le posizioni dell’antica arte orientale con al suo fianco un nuovo pupazzo verde che si chiama Tino e che proviene dalla Jim Henson Company dei Muppets di Sesame Street.

## Vita privata
Manuela Blanchard vive sulle colline della Brianza; ha un figlio, Michael Bianco, che fa il musicista, nato nel 1985 dalla relazione con Vittorio Bianco, anch'egli musicista, che la Blanchard ha conosciuto nel 1983 quando egli faceva il bassista e cantante nell'orchestra per la trasmissione Un milione al secondo, relazione dalla quale ha mutato il suo cognome da Beillard a Blanchard (incrocio tra il cognome del marito "Bianco" francesizzato in blanche e il suo). Dopo essere diventata cintura nera di Kung-fu ed essersi dedicata alla naturopatia, ha continuato a insegnare Shaolin Quan, Tai ji Quan e Baduanjin presso la scuola Tiandao, la Via del Cielo che ha aperto a Milano alla Fabbrica del Vapore e in Brianza.

## Filmografia
- Ho fatto splash, regia di Maurizio Nichetti (1980)
- Domani si balla!, regia di Maurizio Nichetti (1982) - non accreditata
- Arrivano i miei, regia di Nini Salerno (1982)

## Programmi televisivi
- A tutto gas (Antenna Nord, 1980-1981)
- Annunciatrice Antenna Nord (Antenna Nord, 1980-1981)
- Superclassifica Show (Canale 5, 1980)
- Il circo di Sbirulino (Canale 5, 1982-1983; Italia 1, 1984)
- Un milione al secondo (Rete 4, 1983)
- Annunciatrice di Rete 4 (Rete 4, 1984)
- Annunciatrice di Italia 1 (Italia 1, 1985-1986)
- Bim Bum Bam (Italia 1, 1985-1989, 1990-1991; Canale 5, 1991-1992)
- Bim Bum Bam (versione domenicale mattutina) (Italia 1, 1992-1996)
- Viva la vela (Italia 1, 1998)
- Tai Chi One (DeA Junior, 2020)

## Discografia
- 1985 – Che avventure a Bim Bum Bam con il nostro amico Uan (Five Record FM 13097) - con Uan, Paolo Bonolis, Piccolo Coro dell'Antoniano
- 1986 – Tutti insieme noi guardiam Bim Bum Bam/Four e Giorgia Ciao Ciao (Five Record FM 13138) - con Uan, Paolo Bonolis, I Piccoli Cantori di Milano
- 1987 – Dai vieni a Bim Bum Bam/Ciao, Ciao gioca con noi (Five Record FM 13177) - con Uan, Paolo Bonolis, I Piccoli Cantori di Milano
- 1988 – Bim Bum Bam siamo qui tutti e tre/Ciao, Ciao siamo tutti tuoi amici (Five Record FM 13207) - con Uan, Paolo Bonolis, I Piccoli Cantori di Milano
- 1990 – Bim Bum Bam... ma che magia!!! (Pubblicata nella compilation Fivelandia 8) - con Uan, Ambrogio, Carlo Sacchetti, Carlotta Pisoni Brambilla, Roberto Ceriotti, Debora Magnaghi, I Piccoli Cantori di Milano
- 1991 – Quando è in onda Bim Bum Bam (Pubblicata nella compilation Fivelandia 9) - con Uan, Ambrogio, Carlo Sacchetti, Carlotta Pisoni Brambilla, Roberto Ceriotti, Debora Magnaghi, I Piccoli Cantori di Milano